# Breithorn (Steinernes Meer)
Pour les articles homonymes, voir Breithorn (homonymie).
Le Breithorn est une montagne culminant à 2 504 mètres d'altitude dans le massif des Alpes de Berchtesgaden, en Autriche.

## Géographie

### Situation
La montagne se situe dans le versant sud du Steinernes Meer, à gauche du Persailhorn et du Mitterhorn. Le sommet est à l'ouest du Ramseider Scharte, dans lequel se trouve le Riemannhaus. En face du col se trouvent le Sommerstein et le Schönegg.

## Ascension
L'ascension vers le Breithorn peut être faite aussi bien par le sud (difficulté 3), que depuis le refuge du Riemannhaus (facile, le temps de marche à partir de là est d'environ 90 minutes).